# Valyrisch
Die valyrischen Sprachen sind eine fiktive Sprachfamilie aus der Fantasyromanserie Das Lied von Eis und Feuer von George R. R. Martin und der auf ihr beruhenden Fernsehserie Game of Thrones.
In den Romanen werden Hochvalyrisch und die von ihm abstammenden Idiome des Öfteren erwähnt, aber nicht besonders entwickelt, von ein paar Wörtern abgesehen. Für die Fernsehserie hat der amerikanische Linguist David J. Peterson die hochvalyrische Sprache geschaffen sowie die dialektalen Varianten des Astapori-Valyrisch, Yunkisch (Yunkai-Valyrisch) und Mereenesisch (Meereen-Valyrisch). Die Sprache basiert auf Fragmenten, die in den Romanen vorzufinden sind.

## Hochvalyrisch
In der Welt von Das Lied von Eis und Feuer hat Hochvalyrisch die Funktion einer Lingua Franca, wie das Lateinische sie im Mittelalter innehatte. In den Romanen wird beschrieben, dass die Sprache zwar nicht als Alltagssprache in Gebrauch ist, aber eine Bildungssprache für die Adeligen aus Essos und Westeros darstellt. Die meiste Literatur und die meisten Lieder wurden auf Valyrisch verfasst.
Auch stamme die Sprache ursprünglich aus dem südlichen Essos und wurde durch die Eroberungen der valyrischen Drachenlords und ihrer Expansionen verbreitet. Nach dem Untergang Valyrias behielt das Valyrische seinen Status als vorherrschende Sprache des Kontinents bei. Varietäten werden auf dem gesamten Gebiet von Essos, den Freien Städten und in den Städten der Sklavenbucht gesprochen. In Westeros hat das Valyrische den Status einer Fremdsprache. Das Königshaus Targaryen, welches vom Adel des alten Valyria abstammt, pflegte wohl auch in Westeros das Valyrische. Daenerys bezeichnet Hochvalyrisch als ihre Muttersprache.

### Valyrische Dialekte
David J. Peterson beschreibt die Unterschiede innerhalb der valyrischen Sprachfamilie und ihren Dialekten folgendermaßen: Alle valyrischen Dialekte stellen eine Art Ghiscari-Valyrisch dar. Ghiscari wurde in der Sklavenbucht vor der valyrischen Eroberung gesprochen und durch das Hochvalyrische im Laufe von drei Generationen ersetzt. Allerdings blieben lokal Spuren des Ghiscari im Vokabular zurück, da bestimmte Begriffe im Valyrischen fehlten oder die Menschen nicht gezielt Valyrisch richtig erlernten. Alle Dialekte sind grammatikalisch sehr ähnlich und deutlich von Ghiscari Lexemen durchzogen. Sie basieren auf einer gemeinsamen Kultur und existieren in einer Art Symbiose, wobei jede Stadt und damit jeder Dialekt etwas besitzt, das den anderen jeweils fehlt. Da Meereen die größte Stadt ist, kann man davon ausgehen, dass sie die größte soziale Unterschicht besitzt, wodurch sich die großen Unterschiede in der Aussprache zu den anderen beiden sehr ähnlichen Dialekten erklären lässt.
Das Hochvalyrische wurde jedoch von der Oberschicht hochgehalten und verschwand nie ganz. Über den Untergang der valyrischen Kultur und damit ihrer Sprache ist nicht viel bekannt. Wahrscheinlich gab es eine Naturkatastrophe, die Valyrien zerstörte, worauf die stark zerklüftete Landschaft weist.

### Vom Hochvalyrischen abgeleitete Sprachen
In der Welt des Romans und der Fernsehserie werden in den neun Freien Städten in Essos Varianten des Hochvalyrischen gesprochen. Tyrion beschreibt im Band A Dance with Dragons die Sprachsituation wie gefolgt: „not so much a dialect as nine dialects on the way to becoming separate tongues“ („nicht so sehr ein Dialekt, sondern neun Dialekte auf dem Weg, Einzelsprachen zu werden“). Peterson beschreibt das Verhältnis zwischen Hochvalyrisch und den Freien Städten vergleichbar dem zwischen Latein und den romanischen Sprachen oder passender wie zwischen Hocharabisch und den modernen Varietäten des Arabischen. Daher ist Hochvalyrisch mit einigen Schwierigkeiten in Essos durchaus verständlich.

### Astapori-Valyrisch
Si kizy vasko v’uvar ez zya gundja yn hilas.
„Und das, weil ich die Kurven ihres Arsches liebe.“
— Astapori-Valyrisch, Game of Thrones, Staffel 3, Episode 3
Die erste vom Hochvalyrischen abstammende Sprache war in der Fernsehserie das Astapori-Valyrisch der Sklavenbucht.
Es erschien in der dritten Staffel in der dritten Episode mit „Valar Dohaeris“. Astapori-Valyrisch hat lange Vokale mit Makron gekennzeichnet. Die „Unbefleckten“ werden als Dovaogēdy [do.vao.ˈɡeː.dy] auf Hochvalyrisch und Dovoghedhy [do.vo.ˈɣe.ði] in Astapori bezeichnet. Astapori-Valyrisch hat das Kasussystem verloren und die Wortstellung ist Subjekt–Prädikat–Objekt (SPO). Die vier Geschlechter wurden auf zwei reduziert. Es gibt zwei bestimmte Artikel: ji und vi. Die Wortbetonung ist nicht so eindeutig wie im Hochvalyrischen.

### Sprachbeispiel
Valyrisch: Nyke Daenerys Jelmāzmo hen Targārio Lentrot, hen Valyrio Uēpo ānogār iksan. Valyrio muño ēngos ñuhys issa.

Deutsch: Ich bin Daenerys Sturmtochter aus dem Hause Targaryen, vom Blut des alten Valyrien. Valyrisch ist meine Muttersprache.
— Game of Thrones, Staffel 3, Episode 4

### Erschaffung
Um die valyrischen und dothrakischen Sprachen, die in der Serie Game of Thrones gesprochen werden, zu schaffen, hat der Sender HBO den Linguisten David J. Peterson beauftragt, diese Idiome zu kreieren. Die Produzenten gaben Peterson viel Freiraum dafür, da George R. R. Martin selbst nicht an den linguistischen Aspekten seiner Werke interessiert war. Somit kann er als Urheber der Sprache betrachtet werden.
Die veröffentlichten Romane enthalten nur wenige Wörter Hochvalyrisch, darunter die zentralen Grußworte:
valar morghulis („alle Menschen müssen sterben“) und valar dohaeris („alle Menschen müssen dienen“) sowie dracarys („Drachenfeuer“). Für den Roman The Winds of Winter hat Peterson Martin mit weiteren valyrischen Übersetzungen und Phrasen ausgestattet.
Peterson kommentierte, dass Martins Wortwahl dracarys sehr unglücklich sei, da es dem lateinischen Wort „drago“ (lateinisch richtig: „draco“) für Drache sehr nahestehe. Peterson machte es daher zum eigenständigen, freien Lexem. Sein Wort für Drache ist zaldrīzes. Die Phrasen valar morghulis und valar dohaeris nutzte er dagegen, um das Konjugationssystem der Sprache zu entwickeln. Ein weiteres Wort trēsy mit der Bedeutung „Sohn“ wurde zu Ehren von Petersons 3000. Twitter-Follower geschaffen.
Peterson schuf keine gesonderte Schrift, sondern benutzt das lateinische Alphabet für die schriftliche Wiedergabe der Sprache. Anfang Juni 2013 gab es 667 hochvalyrische Wörter.

## Phonologie

### Konsonanten
| Konsonanten | Labial       | Palatal | Dental – Alveolar              | Velar                      | Uvular        | Glottal |
| Plosive     | p [p], b [b] |         | t [t], d [d]                   | k [k], g [g]               | q [q]         |         |
| Frikative   | v [v, w]     |         | j [ʒ], s [s], z [z], (th [θ])a | gh [ɣ, ʁ̝]b,(kh [x, ɣ, h])c | r [r], rh [r̥] | h [h]   |
| Affrikaten  |              | j [dʒ]  |                                |                            |               |         |
| Laterale    |              | alj [ʎ] | l [l]                          |                            |               |         |
| Nasale      | m [m]        | ñ [ɲ]   | n [n, ŋ, ɴ]d                   | n [n, ŋ, ɴ]d               | n [n, ŋ, ɴ]d  |         |

- a /th/ dentales Frikativ kommt nur in Fremdwörtern aus dem Dothrakischen vor, kein valyrischer Laut.
- b /gh/ kann velar oder uvular je nach Sprecher realisiert werden, die Unterscheidung ist nicht phonemisch.
- c /kh/ velarer Frikativ kommt nur in Fremdwörtern aus dem Dothrakischen vor, kein valyrischer Laut.
- d /n/ passt sich der jeweiligen Umgebung an, es gibt keine gesonderten alveolare, velare oder uvulare Nasale.

### Vokale
| Vokale      | Vorne                      | Zentral      | Hinten       |
| ----------- | -------------------------- | ------------ | ------------ |
| Geschlossen | ī, i [iː, i], ȳ, y [yː, y] |              | ū, u [uː, u] |
| Mittel      | ē, e [eː, e]               |              | ō, o [oː, o] |
| Offen       |                            | ā, a [aː, a] | ā, a [aː, a] |

Vokale mit einem Längenzeichen (ī, ȳ, ū, ē, ō und ā) werden doppelt so lange ausgesprochen wie die kurzen Vokale. Einige Wörter werden nur durch die Vokallänge unterschieden. Die Laute ⟨ȳ⟩ und ⟨y⟩ werden im modernen Hochvalyrischen nicht artikuliert, da sie Prestigelaute darstellen, die nicht von den Nachfolgesprachen übernommen wurden. Folglich wird Daenerys Targaryens Vorname von den Darstellern in Game of Thrones allgemein [dǝˈnɛːrɪs] ausgesprochen. Im Hochvalyrischen wäre der Name eher mit der Aussprache [ˈdae̯neɾys] realisiert worden, mit einem Diphthong in der ersten Silbe und einem <y> am Ende. Die langen Vokale gingen in einigen valyrischen Varianten verloren. In der dritten Staffel von Game of Thrones hört man Astapori-Valyrisch, bei dem alle langen Vokale verloren gingen.

## Grammatik

### Kasus (Fälle)
Es gibt acht Fälle: Nominativ, Genitiv, Dativ, Akkusativ, Lokativ, Instrumental, Komitativ und Vokativ. Allerdings werden der Instrumental und der Komitativ nicht immer in allen Deklinationschemata unterschieden. Der Genitiv, Dativ und Lokativ werden ebenfalls im Plural nicht immer unterschieden.

### Numeri (Anzahl)
Es gibt vier grammatikalische Anzahlen im Hochvalyrischen: Singular (Einzahl), Plural (Mehrzahl), Paukal (kleine, klar bestimmte Menge) und Kollektiva (Sammelnamen).
Zum Beispiel: vala „Mann, Mensch“ (sg.); vali „Männer, Menschen“ (pl.); valun „einige Männer, Menschen“ (pau.); valar „alle Männer, Menschen“ (coll.). Das Kollektivum kann wiederum selbst modifiziert werden durch die Anzahl als neue Deklination eines Substantivs, z. B. azantys „Ritter, Soldat“ (sg.) → azantyr „Armee“ (coll.); azantyr „Armee“ (sg.) → azantyri „Armeen“ (pl.).

### Genus (Geschlecht)
Es gibt vier grammatikalische Genera, die nicht mit dem biologischen Geschlecht übereinstimmen. Die valyrischen Begriffe für die Genera sind:
- hūrenkon qogror — „Mondklasse“ (lunare Klasse)
- vēzenkon qogror — „Sonnenklasse“ (solare Klasse)
- tegōñor qogror — „Erdklasse“ (terrestrische Klasse)
- embōñor qogror — „Wasserklasse“ (aquatische Klasse)

Belebte und auf Individuen bezogene Substantive gehören gewöhnlich in die Mond- und Sonnenklasse, während andere Substantive gewöhnlich der Erd- oder Wasserklasse Deklination angehören. Die Bezeichnungen für die oben genannten Klassen stammen von den Substantiven selbst, die sozusagen prototypisch für jedes Geschlecht stehen. Peterson beschreibt die valyrischen Genera als inhärent, allerdings seien sie aufgrund ihrer Phonologie vorausschaubarer als die Genera im Französischen und vergleichbar mit den Eigenschaften der Substantivklassen in den Bantusprachen. Aufgrund der phonologischen Vorhersehbarkeit kann man sagen, dass viele Begriffe für „Menschen“ lunar oder solar sind (meist enden sie auf -a oder -ys), während „Nahrung“ und „Pflanzen“ der Erdklasse angehören (meist enden sie auf -on). Gemäß Peterson kann man die Deklinationsklassen im Hochvalyrischen definieren, wenn man sich den Singular und den Plural der Zahlen ansieht und feststellen, an welchen Stellen sie zusammenpassen. In den folgenden Deklinationstabellen wird dies deutlich:
|                   | Erste Deklination (Lunar: vala, „Mann, Mensch“) | Erste Deklination (Lunar: vala, „Mann, Mensch“) | Erste Deklination (Lunar: vala, „Mann, Mensch“) | Erste Deklination (Lunar: vala, „Mann, Mensch“) |                    | Zweite Deklination (Solar: loktys, „Seemann“) | Zweite Deklination (Solar: loktys, „Seemann“) | Zweite Deklination (Solar: loktys, „Seemann“) | Zweite Deklination (Solar: loktys, „Seemann“) |  |
| Singular          | Plural                                          | Paukal                                          | Kollektivum                                     | Singular                                        | Plural             | Paukal                                        | Kollektivum                                   |                                               |                                               |  |
| Nominativ         | vala                                            | vali                                            | valun                                           | valar                                           | loktys             | loktyssy                                      | loktyn                                        | loktyr                                        | Nom.                                          |  |
| Akkusativ         | vale                                            | valī                                            | valuni                                          | valari                                          | lokti              | loktī                                         | loktyni                                       | loktyri                                       | Akk.                                          |  |
| Genitiv           | valo                                            | valoti                                          | valuno                                          | valaro                                          | lokto              | loktoti                                       | loktyno                                       | loktyro                                       | Gen.                                          |  |
| Dativ             | valot                                           | valoti                                          | valunta                                         | valarta                                         | loktot             | loktoti                                       | loktynty                                      | loktyrty                                      | Dat.                                          |  |
| Lokativ           | valā                                            | valoti                                          | valunna                                         | valarra                                         | loktȳ              | loktī                                         | loktynny                                      | loktyrry                                      | Lok.                                          |  |
| Instrumental      | valosa                                          | valossi                                         | valussa                                         | valarza                                         | loktomy            | loktommi                                      | loktyssy                                      | loktyrzy                                      | Instr.                                        |  |
| Komitativ         | valoma                                          | valommi                                         | valumma                                         | valarma                                         | loktomy            | loktommi                                      | loktymmy                                      | loktyrmy                                      | Kom.                                          |  |
| Vokativ           | valus                                           | valis                                           | valussa                                         | valarza                                         | loktys             | loktyssys                                     | loktyssy                                      | loktyrzy                                      | Vok.                                          |  |
|                   | Singular                                        | Plural                                          | Paukal                                          | Kollektivum                                     | Singular           | Plural                                        | Paukal                                        | Kollektivum                                   |                                               |  |
| Erste Deklination | Erste Deklination                               | Erste Deklination                               | Erste Deklination                               | Zweite Deklination                              | Zweite Deklination | Zweite Deklination                            | Zweite Deklination                            |                                               |                                               |  |

### Numeralia (Zahlwörter)
Alle Numeralia (Zahlwörter) sind Adjektive und können wie Partizipien verwendet werden.
| Kardinalzahl | Ordinalzahl |
| ------------ | ----------- |
| 1 mēre       | 1. ēlie     |
| 2 lanta      | 2. tȳne     |
| 3 hāre       | 3. saelie   |
| 4 izula      | 4. izunnie  |
| 5 tōma       | 5. tōmelie  |
| 6 bȳre       | 6. byllie   |
| 7 sīkuda     | 7. sīglie   |
| 8 jēnqa      | 8. jēnqelie |
| 9 vōre       | 9. vollie   |
| 10 ampa      | 10. amplie  |

Die Adjektivendungen im Nominativ in allen Geschlechtern lauten wie folgt:
| Adjektive  | Lunar | Solar | Terrestrisch | Aquatisch |
| Klasse I   | -a    | -ys   | -on          | -or       |
| Klasse II  | -e    | -e    | -ior         | -ior      |
| Klasse III | -ie   | -ie   | -ior         | -ior      |

Zahlen stimmen mit den Substantiven überein hinsichtlich Numerus und Genus. Hier ein Beispiel mit der Zahl lanta (zwei) und einem Beispiel von jedem Genus im Nominativ (vala „Mann, Mensch“; azantys „Ritter“; dōron „Stein“; hāedar „jüngere Schwester“).
- Lunar: lanti vali „zwei Männer, Menschen“
- Solar: lantyz azantyssy „zwei Ritter“
- Terrestrisch: lanta dōra „zwei Steine“
- Aquatisch: lantra hāedri „zwei jüngere Schwestern“